# Communauté d'agglomération Saint-Dizier, Der et Blaise (ancienne)
La communauté d'agglomération Saint-Dizier, Der et Blaise est une ancienne communauté d'agglomération française, située dans les départements de la Marne et Haute-Marne et la région Grand Est.

## Historique
Le 1er janvier 2013, la Communauté de communes de Saint-Dizier, Der et Perthois devient la Communauté de communes Saint-Dizier, Der et Blaise en intégrant 30 nouvelles communes.
Depuis le 1er janvier 2014, la Communauté de communes de Saint-Dizier, Der et Perthois est devenue une Communauté d'agglomération et a pris le nom de Communauté d'agglomération Saint-Dizier, Der et Blaise.
Par arrêté préfectoral du 24 novembre 2016 au 1er janvier 2017, elle fusionne les communautés de « la vallée de la Marne » (11 communes) et du « Pays du Der » (8 communes) avec extension aux communes marnaises de Cheminon et Maurupt-le-Montois pour former la nouvelle intercommunalité du Saint-Dizier, Der et Blaise.

## Administration

### Liste des présidents
| Période | Période       | Identité                 | Étiquette | Qualité               |
| ------- | ------------- | ------------------------ | --------- | --------------------- |
| ?       | décembre 2016 | François Cornut-Gentille |           | Maire de Saint-Dizier |

### Siège
Hôtel de ville de Saint-Dizier, Place Aristide Briand, 52115 Saint-Dizier Cedex.

## Composition
Elle regroupait trente-neuf communes au 1er janvier 2016 :
| Nom                              | Code Insee | Gentilé          | Superficie (km2) | Population (dernière pop. légale) | Densité (hab./km2) |
| -------------------------------- | ---------- | ---------------- | ---------------- | --------------------------------- | ------------------ |
| Saint-Dizier (siège)             | 52448      | Bragards         | 47,69            | 25 505 (2014)                     | 535                |
| Allichamps                       | 52006      | Allichampenois   | 2,74             | 360 (2014)                        | 131                |
| Ambrières                        | 51008      | Ambriérois       | 10,07            | 221 (2014)                        | 22                 |
| Attancourt                       | 52021      | Attancourtois    | 10,02            | 245 (2014)                        | 24                 |
| Bailly-aux-Forges                | 52034      |                  | 10,51            | 133 (2014)                        | 13                 |
| Bettancourt-la-Ferrée            | 52045      | Bettancourtois   | 5,38             | 1 712 (2014)                      | 318                |
| Brousseval                       | 52079      | Broussevaliens   | 6,01             | 713 (2014)                        | 119                |
| Chancenay                        | 52104      |                  | 9,86             | 1 071 (2014)                      | 109                |
| Domblain                         | 52169      |                  | 5,33             | 86 (2014)                         | 16                 |
| Dommartin-le-Franc               | 52171      | Dommartinois     | 10,03            | 234 (2014)                        | 23                 |
| Doulevant-le-Petit               | 52179      | Doulevantais     | 3,03             | 34 (2014)                         | 11                 |
| Éclaron-Braucourt-Sainte-Livière | 52182      | Éclaronnais      | 54,24            | 2 083 (2014)                      | 38                 |
| Fays                             | 52198      | Faysiens         | 5,98             | 79 (2014)                         | 13                 |
| Hallignicourt                    | 52235      | Hallignicourtois | 11,86            | 283 (2014)                        | 24                 |
| Hauteville                       | 51286      |                  | 10,78            | 246 (2014)                        | 23                 |
| Humbécourt                       | 52244      | Humbécourtois    | 20,84            | 806 (2014)                        | 39                 |
| Landricourt                      | 51315      |                  | 5,88             | 166 (2014)                        | 28                 |
| Laneuville-au-Pont               | 52267      | Laneuvillois     | 4,09             | 197 (2014)                        | 48                 |
| Louvemont                        | 52294      | Louvemontais     | 20,98            | 715 (2014)                        | 34                 |
| Magneux                          | 52300      |                  | 5,80             | 183 (2014)                        | 32                 |
| Moëslains                        | 52327      | Mediolanais      | 1,62             | 431 (2014)                        | 266                |
| Montreuil-sur-Blaise             | 52336      | Ecureuils        | 1,36             | 155 (2014)                        | 114                |
| Morancourt                       | 52341      | Touilles         | 13,92            | 134 (2014)                        | 9,6                |
| Perthes                          | 52386      | Perthois         | 13,08            | 552 (2014)                        | 42                 |
| Rachecourt-Suzémont              | 52413      |                  | 3,57             | 107 (2014)                        | 30                 |
| Saint-Eulien                     | 51478      |                  | 8,06             | 459 (2014)                        | 57                 |
| Saint-Vrain                      | 51521      | Saint-Vrainois   | 11,57            | 218 (2014)                        | 19                 |
| Sapignicourt                     | 51522      | Sapignicourtois  | 4,82             | 390 (2014)                        | 81                 |
| Sommancourt                      | 52475      |                  | 5,73             | 65 (2014)                         | 11                 |
| Trois-Fontaines-l'Abbaye         | 51583      |                  | 43,71            | 209 (2014)                        | 4,8                |
| Troisfontaines-la-Ville          | 52497      |                  | 37,88            | 446 (2014)                        | 12                 |
| Valcourt                         | 52500      | Valcourtois      | 3,77             | 615 (2014)                        | 163                |
| Valleret                         | 52502      |                  | 4,76             | 54 (2014)                         | 11                 |
| Vaux-sur-Blaise                  | 52510      | Valpériens       | 7,19             | 373 (2014)                        | 52                 |
| Ville-en-Blaisois                | 52528      | Blaisois         | 6,89             | 163 (2014)                        | 24                 |
| Villiers-en-Lieu                 | 52534      | Villarais        | 12,90            | 1 548 (2014)                      | 120                |
| Voillecomte                      | 52543      | Voillecomtois    | 14,44            | 525 (2014)                        | 36                 |
| Vouillers                        | 51654      |                  | 8,28             | 245 (2014)                        | 30                 |
| Wassy                            | 52550      | Wasséyens        | 33,82            | 2 893 (2014)                      | 86                 |

## Démographie
| 2011   | 2013   |
| ------ | ------ |
| 43 981 | 44 787 |

## Compétences
Nombre total de compétences exercées : 35.